# Tender Prey
Tender Prey – piąty album Nicka Cave'a and the Bad Seeds, wydany w 1988 przez wydawnictwo Mute Records.
Tender Prey zawiera najbardziej charakterystyczny utwór dla Cave'a "The Mercy Seat", który jest wielokrotnie odtwarzany na prawie każdym koncercie od 1988, a także został włączony przez Johnny'ego Casha do jego własnego repetuaru.
Ten album jest dedykowany Fernandowi Ramosowi da Silvie

## Utwory
1. "The Mercy Seat" – 7:17
2. "Up Jumped the Devil" – 5:16
3. "Deanna" – 3:45
4. "Watching Alice" – 4:01
5. "Mercy" – 6:22
6. "City of Refuge" – 4:48
7. "Slowly Goes the Night" – 5:23
8. "Sunday's Slave" – 3:40
9. "Sugar Sugar Sugar" – 5:01
10. „New Morning” - 3:46
11. „The Mercy Seat – video mix” - 5:05

## Skład zespołu
- Nick Cave – Śpiew, Organy Hammonda, Harmonijka, Pianino, Tamburyn, Wibrafon
- Mick Harvey – Gitara Basowa, Chórki, Gitara akustyczna, Perkusja, Instrumenty perkusyjne, Ksylofon, Gitara, sample, Pianino, Organy
- Blixa Bargeld – Gitara, Chórki, Gitara Slide
- Roland Wolf – Pianino, Organy, Gitara
- Kid Congo Powers – Gitara, Chórki
- Thomas Wydler – Perkusja

### Gościnnie
- Hugo Race – Chórki, Gitara
- Gini Ball – Instrumenty smyczkowe
- Audrey Riley – Instrumenty smyczkowe
- Chris Tombling – Instrumenty smyczkowe
- Ian Davis – Chórki